# أندريه دارمنت
أندريه دارمنت (بالفرنسية: Andrée Damant)‏ هي ممثلة فرنسية، ولدت في 31 يوليو 1942 بمارسيليا في فرنسا.

## أعمال

### أفلام
- (2001) أميلي[3]
- (2006) لا تخبر أحدا
- (2008) طوكيو!

## وصلات خارجية
- أندريه دارمنت على موقع IMDb (الإنجليزية)
- أندريه دارمنت على موقع قاعدة بيانات الأفلام العربية
- أندريه دارمنت على موقع ألو سيني (الفرنسية)
- أندريه دارمنت على موقع أول موفي (الإنجليزية)
- أندريه دارمنت على موقع قاعدة بيانات الأفلام السويدية (السويدية)
- أندريه دارمنت على موقع قاعدة بيانات الفيلم (الإنجليزية)
- أندريه دارمنت على موقع كينوبويسك (الروسية)